# Ultra-Mobile PC
Unter der Bezeichnung Ultra-Mobile PC (früherer Projektname: Origami), abgekürzt UMPC, lancierten Microsoft und Intel im Frühjahr 2006 auf der CeBIT eine neue Geräteklasse von tragbaren Computern auf Basis der x86-Architektur. Einen ersten Versuch in diese Richtung machte Sony bereits 2004 mit der Vaio-U-Serie, die allerdings in Europa nie auf den Markt kam und nur in Asien verkauft wurde.
UMPCs konnten nie einen bedeutenden Marktanteil am PC-Markt erreichen. Sie waren mit durchschnittlich 600–1000 US$ vergleichsweise teuer und bekamen noch in den 2000ern mit Netbooks deutlich billigere Konkurrenz, oft sogar aus eigenem Hause.
Eine dauerhafte Preissenkung auf in etwa 500 US$, welche von Marktbeobachtern als kritische Schwelle für einen Erfolg angesehen wurde, konnte nie erzielt werden. Endgültig abgelöst wurden UMPCs in den frühen 2010er-Jahren durch das Aufkommen von günstigen Smartphones und Tablets, zumeist aber mit dem auf Touchbedienung ausgerichteten Android- oder iOS-Betriebssystem anstelle von Windows.

## Erste Generation (Windows XP-basierend)
Ultra-Mobile PCs des Projektes Origami waren in der Regel kleiner als Subnotebooks, verfügten (durch die Vorgabe maximal 7 Zoll große Bildschirme verbauen zu dürfen) durchschnittlich über ein 5 bis 7 großes TFT-Display mit einer minimalen Auflösung von 800 × 480 Pixeln und wurden, ähnlich wie Tablet-PCs, hauptsächlich über den berührungsempfindlichen Bildschirm oder mit Stylus-Stiften bedient. Die Geräte besitzen allfällig WLAN und Bluetooth.
Microsoft bediente diese Geräte mit der Windows XP Tablet PC-Edition 2005, die um das Microsoft Touch Pack ergänzt wurde. Dieses bot einen Vollbild-Programmstarter und ein touchfreundliches Design für den Designmodus des Windows Media Player sowie einer Schnelleinstellungs-App, um die Windows XP-Oberfläche leichter auf Stift- oder Fingereingaben zu konfigurieren (etwa verbreitern von Bildlaufleisten). Die Geräte wurden gemäß den Vorgaben von Microsoft auf eine Maus und Tastatur-lose Bedienung ausgelegt.
Aufgrund dessen, dass es keine Tastatur gab, Windows XP Tablet PC Edition aber mitunter auf den Affengriff Strg+Alt+Entf angewiesen ist, war allfällig ein „Windows Security“-Button, wie auch zusätzliche Hardwarebuttons für Programmstarter und Bildschirmdrehung in den Tablet PC-Lizenzbedingungen verankert. Mit Einführung der UMPC wich Microsoft aber davon ab, dass Näherungssensoren (verwendet in den Stylus-Stiften, um diese zu erkennen, wenn sie den Bildschirm noch nicht berühren) verpflichtet verbaut werden mussten, um ein Gerät offiziell für die Verwendung mit Windows XP Tablet PC Edition ratifizieren zu können. Andernfalls wäre die Verwendung kapazitiver Touchscreens nicht möglich gewesen.
Wenn auch Intel große Anstrengungen unternahm die Geräteklasse für sich zu nutzen, kamen schon in den Geräten der ersten Generation bereits Prozessoren verschiedener Hersteller zum Zug:
- Intel Celeron M oder Pentium M
- Transmeta Crusoe oder C7-M von VIA Technologies
- AMD Geode LX800

Bekanntere Vertreter der ersten Generation waren:
- Asus R2H
- Samsung Q1 sowie Q1b
- Founder Mini-Note
- AMtek T700

## Zweite Generation (Windows Vista-basierend)

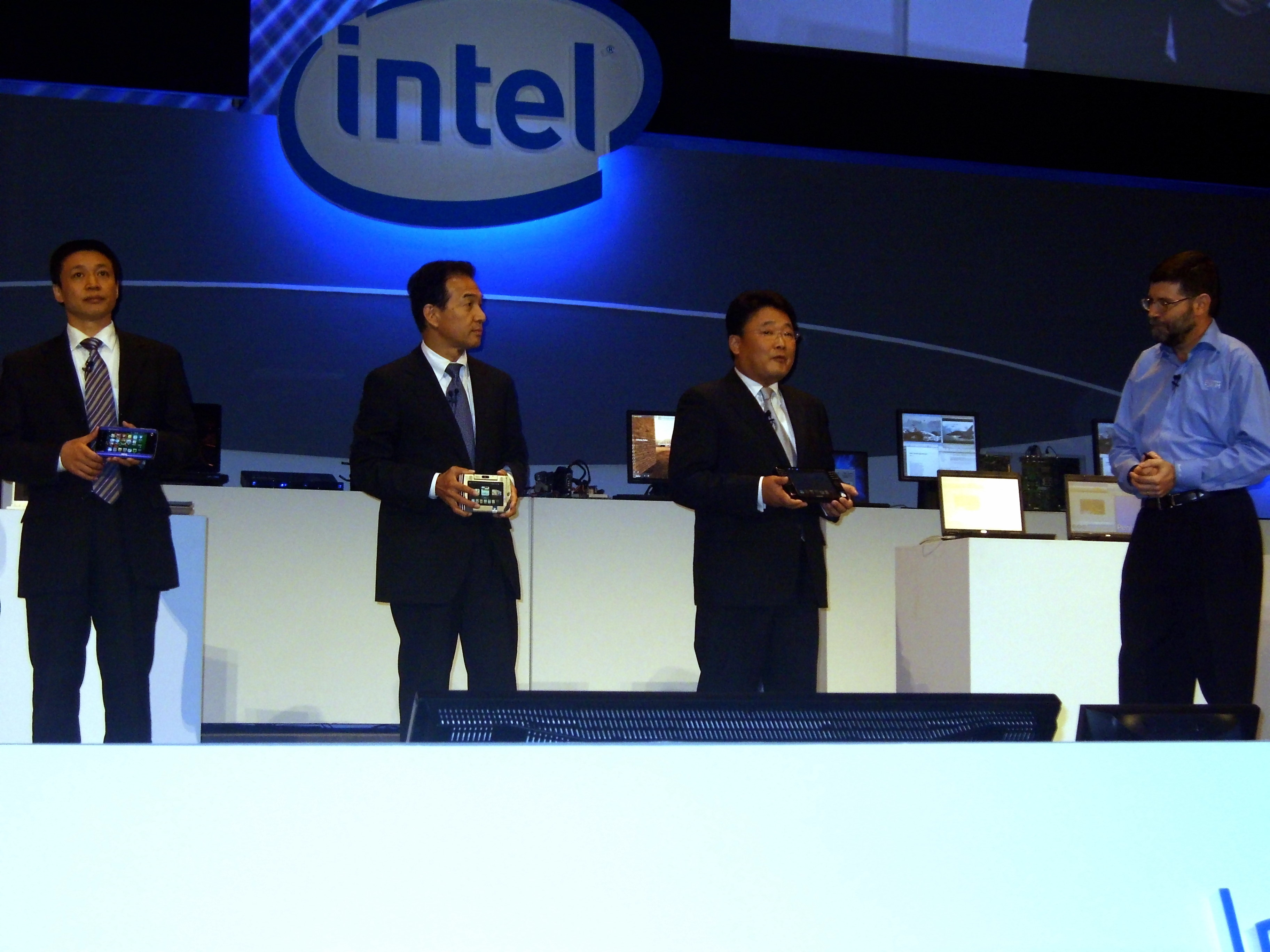
Intel Developer Forum 2007

Die zweite Generation an UMPCs kam mit Windows Vista und wurde von Bill Gates auf der CES 2007 und von Intel im Intel Developer Forum 2007 vorgestellt.
Jene Hersteller, die schon in der ersten Generation mit dabei waren, brachten nun verbesserte Technik in den Geräten unter. Etwa legte Samsung mit dem Q1 Ultra das Modell Q1 neu auf, nun jedoch mit einem Intel A110-Prozessor und einer DirectX 9.0-fähigen integrierten Grafikeinheit von Intel, um die neue Aero-Oberfläche von Windows Vista darstellen zu können. Ebenso wurde eine mit Daumen bedienbare Hardwaretastatur links und rechts des Bildschirmes verbaut.

Die Geräte der zweiten Generation punkteten oft auch mit HSDPA-Modems und GPS-Modulen, die noch mehr Portabilität brachten. Auch Kameras für Videotelefonie, Fingerabdruckleser für passwortlose Logins, Lagesensoren für eine automatische Bildschirmdrehung und Joysticks wurden nun häufiger verbaut.

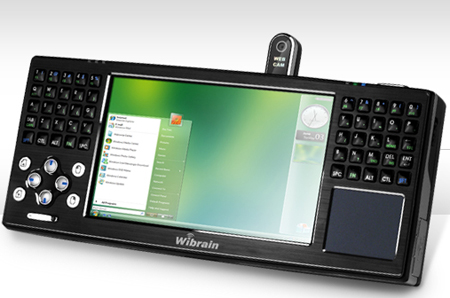
Wibrain B1 (zweite UMPC-Generation)

Windows Vista wurde üblicherweise um die Touch-Oberfläche Origami Experience erweitert. Dieses ist als Nachfolgeprodukt des Microsoft Touch Pack für Windows XP zu betrachten. Version 1.0 brachte einen Medienhub (Video, Bilder, Musik) und Programmstarter, optisch ähnlich zum Windows Media Center und die vom Touch Pack bekannte Schnelleinstellungs-App mit, um Vista touchfreundlicher einzustellen. Version 2.0 brachte mit Origami Now einen zusätzlichen Gadget-Hub mit RSS-Funktionen sowie eine touchoptimierte Internet Explorer 9.0-Oberfläche und eine Bildkennwortfunktion für die Anmeldung in Windows mit.

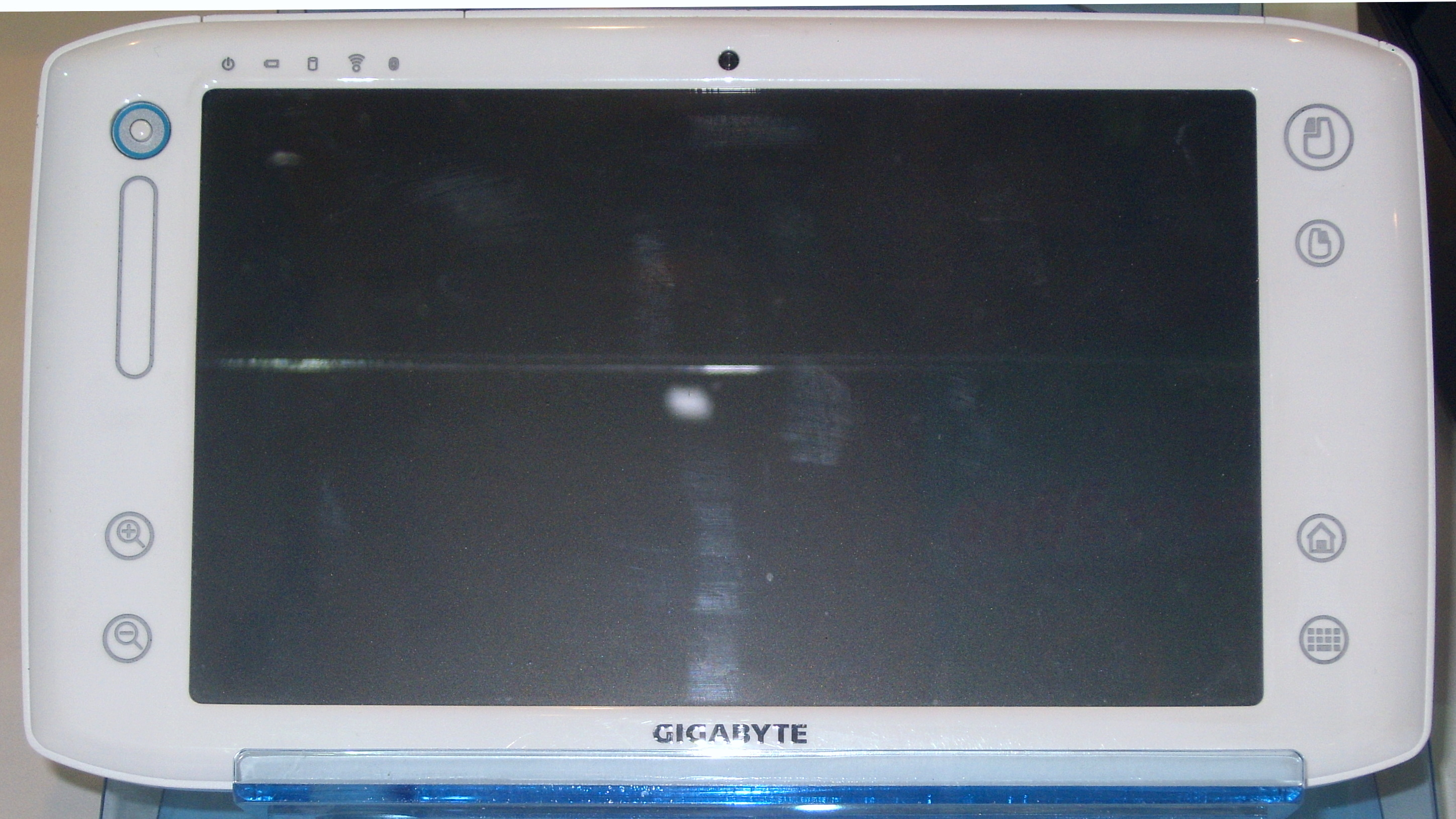
Gigabyte M700 (zweite UMPC-Generation)

Häufig eingesetzte Prozessoren der zweiten Generation:
- Intel A100 und A110
- Intel Pentium M oder Celeron M ULV
- Intel Atom
- VIA C7-M

Bekanntere Vertreter der zweiten Generation sind:
- Asus R50A
- OQO model 02, 02+ sowie e2
- Raon Digital Everun
- HTC Shift
- Wibrain B1
- Samsung Q1 Ultra (Premium)
- Nova Mobility Side Arm 2
- Yukyung Viliv S5 und Viliv X70
- Panasonic Toughbook U1
- Sony Vaio UX-Serie
- Gigabyte M700

## UMPC-ähnliche Geräte und Ende der UMPC-Ära
Es gab seitens der Hersteller einige Versuche Geräte, welche UMPCs sehr ähnlich waren, unabhängig von Microsofts Klassifizierung als UMPC zu etablieren.
Model 01 und 01+ von OQO sowie die Modelle Sony Vaio VGN-U50 und VGN-U70P kamen bereits vor Einführung der UMPC-Klassifizierung auf den Markt, deren Spezifikationen waren den UMPCs allerdings schon sehr ähnlich. Das Raon Digital Vega kam mit Windows XP Home Edition und ohne WLAN-Unterstützung auf den Markt, daher ist es nicht als UMPC einzuordnen. Auch setzte Wibrain beim Modell W1B auf Linux anstelle von Windows.
UMPCs liefen trotz ihres hohen Preises von rund 1000 US$, also der Preisklasse vollwertiger und leistungsstarker Notebooks, meistens mit Leistungswerten nahe der Mindestvoraussetzungen für Windows Vista, deshalb waren sie gemeinhin als teuer und langsam angesehen. Netbooks, häufig mit Windows XP oder Linux, hatten zwar oft ähnlich schwache Leistungsdaten, jedoch vollwertige Tastaturen, ressourcenschonendere Betriebssysteme und Preise rund um 300 US$ und reichten den meisten Anwendern für Entertainment und Internetsurfen unterwegs. Zwar ruderten einige Hersteller, wie etwa Samsung beim Q1 Ultra, zurück und setzten anstelle von Windows Vista wieder auf Windows XP, aber das brachte wegen des weiterhin zu hohen Preises keine nennenswerten Absatzzahlen mehr.
Nachdem UMPCs wegen ihres hohen Preises, der Beliebtheit von Netbooks seit dem Asus Eee PC und dem Aufkommen von Smartphones und Tablets (beide von Anfang an mit auf Touchbedienung zugeschnittenen Oberflächen und auf mobile Verwendung ausgerichteten Prozessoren fernab der x86-Architektur) kein Erfolg beschienen war, stellten Microsoft und viele seiner Partner Anfang der 2010er-Jahre jegliche Bemühungen um diese Geräteklasse ein.
Die Touch-Erweiterungen sind bis heute integraler Bestandteil von Windows geblieben und es gibt weiterhin Hersteller, die Geräte im UMPC-Formfaktor auf den Markt bringen, darunter:
- Eking i1, S515 und M5
- Psixpda Psixpda
- Tainell T500
- Viliv N5
- Samsung SPH-P9000 und SPH-P9200
- GPD Pocket, sowie Win MAX Modelle[12]

Aktuelle Vertreter (Stand 2023), die dem Formfaktor eines UMPCs ähneln, jedoch ihren Schwerpunkt auf PC-Videospiele legen, sind mitunter:
- GPD WIN 4[13]
- Asus ROG Ally[14]
- ONEXPLAYER Mini[15]
- AYA neo[16]

## Einsatzgebiete

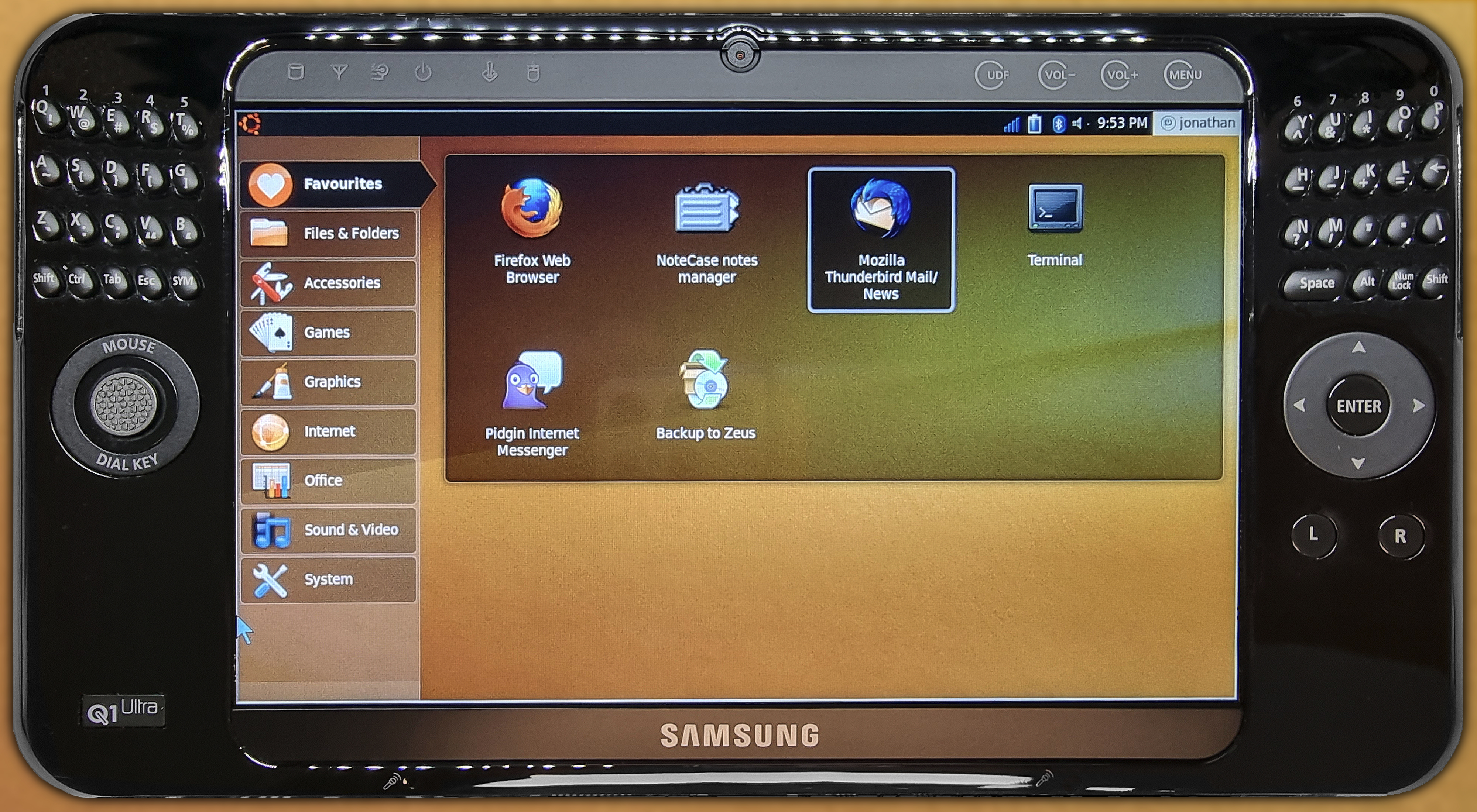
Samsung Q1U (zweite UMPC-Generation)

UMPCs wurden anfänglich für Geschäftsanwender beworben, die mit dieser Geräteklasse ihre Geschäftssoftware ohne wesentliche Einschränkungen mobil nutzen können. Sie sind also leichter/mobiler als Notebooks, aber funktioneller als ein zu jener Zeit üblicher PDA. Ultra-Mobile PCs wurden ebenfalls als Multimedia-Abspielgeräte oder Navigationssysteme angepriesen.
Durch Bluetooth, UMTS- und WLAN-Internetzugang kann man damit mobil kommunizieren, auf Webseiten zugreifen, E-Mails lesen oder Online-Spiele spielen. Die Nische hatte Überschneidungen mit Subnotebooks und PDAs, wodurch selbst die Hersteller den Einsatzzweck nicht immer klar mitteilen können.
Wenige UMPCs, etwa das Samsung Q1 Ultra, kamen mit einem integrierten Joystick und frei belegbaren Tasten im Layout eines Konsolen-Controllers, womit sie ihren Fokus mehr auf Videospiele legten.